# Stannard
|  | No s'ha de confondre amb Stannards. |

Stannard és una població dels Estats Units d'Amèrica a l'estat de Vermont.

## Demografia
Segons el cens dels Estats Units del 2000 Stannard tenia 185 habitants., 73 habitatges, i 54 famílies. La densitat de població era de 5,7 habitants per km².
Dels 73 habitatges en un 37% hi vivien nens de menys de 18 anys, en un 57,5% hi vivien parelles casades, en un 9,6% dones solteres, i en un 24,7% no eren unitats familiars. En el 20,5% dels habitatges hi vivien persones soles el 4,1% de les quals corresponia a persones de 65 anys o més que vivien soles. El nombre mitjà de persones vivint en cada habitatge era de 2,53 i el nombre mitjà de persones que vivien en cada família era de 2,82.
Per edats la població es repartia de la següent manera: un 28,1% tenia menys de 18 anys, un 2,2% entre 18 i 24, un 31,9% entre 25 i 44, un 27% de 45 a 60 i un 10,8% 65 anys o més.
L'edat mediana era de 38 anys. Per cada 100 dones de 18 o més anys hi havia 107,8 homes.
La renda mediana per habitatge era de 36.250 $ i la renda mediana per família de 35.625 $. Els homes tenien una renda mediana de 31.250 $ mentre que les dones 22.750 $. La renda per capita de la població era de 15.196 $. Entorn del 13,2% de les famílies i el 18,8% de la població estaven per davall del llindar de pobresa.